# À l'échelle humaine
À l’échelle humaine est un livre de Léon Blum, écrit en captivité durant la Seconde Guerre mondiale. Terminé en 1944, il fut publié en 1945 au lendemain de la guerre. Ce dernier grand ouvrage de Léon Blum eut la chance de pouvoir être sorti en cachette de prison, sans quoi il n'aurait sans doute jamais été publié.
Dans À l'échelle humaine, Léon Blum analyse ses années passées à la tête du parti socialiste et développe une réflexion critique sur les événements qui les ont émaillées. Il insiste sur l'importance de la démocratie et avoue certaines de ses erreurs politiques.

## Rééditions
Léon Blum (1872-1950) est entré dans le domaine public en 2021
- Léon Blum (préf. Milo Lévy-Bruhl), À l'échelle humaine, Le Bord de l'eau, 2021, 230 p. (ISBN 978-2-35687-766-6)

- Léon Blum (préf. Pierre Birnbaum), Mémoires ; suivis de À l'échelle humaine, 1940-1941, Archipoche, 2021, 370 p. (ISBN 978-2-37735-896-0)

- Léon Blum (préf. René Rémond), À l'échelle humaine, Paris, Gallimard, coll. « Collection Idées » (no 236), 31 mars 1971, 192 p. (ISBN 2-07-035236-6, présentation en ligne)